# النار والدم (صراع العروش)
النار والدم (بالإنجليزية: Fire and Blood) هي الحلقة العاشرة من الموسم الأول من المسلسل الفانتازي صراع العروش، والمُقتبس من سلسلة روايات أغنية الجليد والنار للمؤلف جورج ر. ر. مارتن، وهي الحلقة رقم 10 من المسلسل ككل. عُرضت الحلقة لأول مرة في 19 يونيو 2011، على شبكة إتش بي أو المُنتجة للمسلسل، وكانت من كتابة ديفيد بينيوف، ودي. بي. وايس، ومن إخراج آلان تايلور.

## ملخص الحلقة
خبر إعدام (نيد ستارك) ينتشر بسرعة في جميع أنحاء الممالك السبعة مما يُغضب كل فرد من آل (ستارك). فينفصل الشمال عن الممالك السبع ويُعلنوا (روب) ملكاً عليهم وسط صيحات غضب وعلنوا كذلك الحرب على آل (لانستر). يصل الخبر أيضاً لـ(جون سنو) الذي يخطط للرحيل عن الحراسة الليلة والالتحاق بأخيه للانتقام لوالده، ولكن رفاقه الحراس يقنعونه بالبقاء والذهاب لرحلة استكشافية لما وراء الجدار. تبقى (سانسا) محتجزة في القلعة لا تستطيع المغادرة إذ أنه من المقرر أن تتزوج (جوفري) فور بلوغها، أما (آريا) فقد أخذها رجل من الحرس الليلي بوصية من (نيد) يجمع الرجال والأولاد اللذين تم التخلي عنهم أو مرتكبي الجرائم ليذهب بهم إلى حرس الليل، وهناك تلتقي بالابن الغير الشرعي لـ(روبرت). تحاول (دينريس) شفاء زوجها بواسطة السحر وذلك ويُشفى بالفعل ولكنه يبقى في حالة غيبوبة لا يفقه شيئاً، لم تتحمل (دينريس) ذلك، فقامت بقتله ووضعته وسط أخشاب ليتم حرقه، ووضعت بيوض التناني عنده كذلك. وتبدأ بإشعال النار، وعندما تصل النار إلى ذروتها تقتحم (دينريس) النار. وفي الصباح اليوم التالي وسط الرماد، تقوم (دينريس) بدون ان تصاب بأذى محاطةً بثلاث تنانين حديثي الولادة.

## الإنتاج
سيناريو الحلقة كان من كتابة ديفيد بينيوف، ودي. بي. وايس، وأُختير آلان تايلور لإخراجها. كان أليك ساخاروف مديرًا لتصوير الحلقة، وفرانسيس باركر محررةً لها، أما موسيقى الحلقة التصويرية فكانت من تلحين رامين جوادي.

## نسب المشاهدة
| الموسم | الموسم | رقم الحلقة | رقم الحلقة | رقم الحلقة | رقم الحلقة | رقم الحلقة | رقم الحلقة | رقم الحلقة | رقم الحلقة | رقم الحلقة | رقم الحلقة | المتوسط |
| الموسم | الموسم | 1          | 2          | 3          | 4          | 5          | 6          | 7          | 8          | 9          | 10         | المتوسط |
| ------ | ------ | ---------- | ---------- | ---------- | ---------- | ---------- | ---------- | ---------- | ---------- | ---------- | ---------- | ------- |
|        | 1      | 2.22       | 2.20       | 2.44       | 2.45       | 2.58       | 2.44       | 2.40       | 2.72       | 2.66       | 3.04       | 2.52    |
|        | 2      | 3.86       | 3.76       | 3.77       | 3.65       | 3.90       | 3.88       | 3.69       | 3.86       | 3.38       | 4.20       | 3.80    |
|        | 3      | 4.37       | 4.27       | 4.72       | 4.87       | 5.35       | 5.50       | 4.84       | 5.13       | 5.22       | 5.39       | 4.97    |
|        | 4      | 6.64       | 6.31       | 6.59       | 6.95       | 7.16       | 6.40       | 7.20       | 7.17       | 6.95       | 7.09       | 6.84    |
|        | 5      | 8.00       | 6.81       | 6.71       | 6.82       | 6.56       | 6.24       | 5.40       | 7.01       | 7.14       | 8.11       | 6.88    |
|        | 6      | 7.94       | 7.29       | 7.28       | 7.82       | 7.89       | 6.71       | 7.80       | 7.60       | 7.66       | 8.89       | 7.69    |
|        | 7      | 10.11      | 9.27       | 9.25       | 10.17      | 10.72      | 10.24      | 12.07      | غ/م        | غ/م        | غ/م        | 10.26   |
|        | 8      | 11.76      | 10.29      | 12.02      | 11.80      | 12.48      | 13.61      | غ/م        | غ/م        | غ/م        | غ/م        | 11.99   |

## وصلات خارجية
- النار والدم على موقع IMDb (الإنجليزية)
- النار والدم على موقع ميتاكريتيك (الإنجليزية)
- النار والدم على موقع روتن توميتوز (الإنجليزية)
- النار والدم على موقع أول موفي (الإنجليزية)